# Iso-Valkeinen (sjö i Pieksämäki, Södra Savolax)
Iso-Valkeinen är en sjö i kommunen Pieksämäki i landskapet Södra Savolax i Finland. Arean är 47 hektar och strandlinjen är 5,53 kilometer lång. Sjön  ingår i Kymmene älvs huvudavrinningsområde.   Den ligger omkring 58 kilometer norr om S:t Michel och omkring 250 kilometer nordöst om Helsingfors. 